# Osorno Coleman
Salomón Osorno Coleman Padilla (Kum, 6 de octubre de 1954), también conocido como Comandante Blas, es un político nicaragüense, y uno de los líderes del movimiento indígena miskito. Participó activamente en la guerra civil en el bando de la Contra como comandante de las formaciones armadas MISURASATA, KISAN y YATAMA. En la posguerra fue el organizador de las estructuras sociales y políticas miskitas y el fundador del movimiento de veteranos YAAD. Es ideólogo de la identidad indígena.

## Contra el sandinismo
Nació en Kum, un pueblo de etnia miskita cerca de la desembocadura del río Coco, en el entonces departamento de Zelaya (actual Región Autónoma de la Costa Caribe Norte), en 1954. Se graduó de la escuela primaria local en la Costa Caribe. Desde su juventud fue influido por la experiencia milenaria de los miskitos, sus tradiciones y su cultura. Fue miembro de la organización indígena Alianza para la Promoción de Miskitos y Sumus (ALPROMISU).
Osorno Coleman reaccionó negativamente al ascenso del Frente Sandinista de Liberación Nacional (FSLN) al poder. Él vio en las políticas sandinistas no sólo tendencias procomunistas, a las que se oponía. Lo principal para él era la presión sobre los miskitos, la destrucción del modo de vida tradicional indígena.
En noviembre de 1980, Coleman se unió al ala juvenil de la organización Miskitos, Sumus, Ranma y Sandinistas Unidos (MISURASATA). Participó activamente en la guerra civil contra el gobierno sandinista y alcanzó relevancia entre los comandantes de campo miskitos. Desde 1982 dirigió el cuartel general de los grupos armados indígenas. Operó principalmente en la cuenca del río Coco. Usaba el seudónimo militar de Comandante Blas.

## Comandante miskito
En 1985, Coleman participó en la creación de KISAN. Participó activamente en operaciones militares en 1986. Desde 1987 comandó las fuerzas armadas de YATAMA. El papel del Comandante Blas en MISURASATA, KISAN y YATAMA era similar al papel del Comandante Franklin en la Fuerza Democrática Nicaragüense (FDN).
Osorno Coleman fue un defensor de la mayor participación de las formaciones indígenas en el movimiento de la Contra. Esto fue especialmente notable en el caso de la FDN que operaba en los departamentos de Jinotega y Matagalpa, cuyas poblaciones Coleman consideraba culturalmente cercanas a los miskitos. Coleman trabajó estrechamente con varios comandantes de la FDN, entre los que destacaban Enrique Bermúdez Varela y Óscar Sobalvarro. Esto distinguió a Coleman de Brooklyn Rivera y lo acercó a Steadman Fagoth.
En marzo de 1988, Coleman participó en las negociaciones de paz entre la Resistencia Nicaragüense y el gobierno sandinista. La firma de Coleman, entre otras, está en los Acuerdos de Sapoá.
En su obra Mi pueblo, nuestra guerra: por qué luché contra la revolución sandinista, Coleman explicó el conflicto por el irrespeto de los sandinistas a las características étnicas, culturales, políticas y religiosas de la población indígena, y el no reconocimiento de los derechos históricos especiales de los miskitos en la Costa Caribe.

## Actividades de posguerra
Después del final de la guerra civil, Osorno Coleman se mudó a Estados Unidos y estudió en la Escuela de Negocios de la Universidad de Harvard. En 1993 regresó a Nicaragua. Trabajó en la adaptación social de antiguos contras de ascendencia india. Apoyó al gobierno de Violeta Barrios de Chamorro. Desconfiaba del FSLN, que había pasado a la oposición. Participó en la creación de la asociación de antiguos contras indígenas YAAD. A pesar de la reconciliación, Coleman todavía veía a los sandinistas como enemigos.
Defendió firmemente la autonomía y los derechos socioculturales de los miskitos. Organizó la emisora de radio Radio Miskut en Puerto Cabezas. Las estructuras sociopolíticas creadas con la participación de Coleman se opusieron al FSLN. En 1997, Coleman se graduó de derecho en la Universidad Católica (UNICA), de Managua, en la que había ingresado cuatro años antes. Coleman, de 39 años, era el único estudiante miskito.

## Organizador de la oposición indígena
En 2002, Brooklyn Rivera, en representación del partido YATAMA, firmó una alianza con el FSLN. Esto provocó indignación y acusaciones de traición por parte de los veteranos indígenas de la guerra antisandinista. Osorno Coleman rompe con YATAMA. Sin embargo, a pesar de su actitud negativa hacia el FSLN, Coleman inicialmente se unió al Partido Liberal Constitucionalista (PLC), formalmente un partido de oposición pero en realidad aliado con los sandinistas. Durante las elecciones regionales en Puerto Cabezas, Coleman acusó al FSLN de Ortega y al YATAMA de Rivera de fraude.
Posteriormente, Coleman se distanció del Partido Liberal Constitucionalista y se centró en formar un “segundo YATAMA”, una oposición indígena basada en YAAD. Desconfió de los proyectos oficiales del partido, considerándolos derivados del FSLN para dividir a la oposición.
En 2016 se convirtió en aliado del FSLN.